# Pholcus turcicus
Pholcus turcicus is een spinnensoort uit de familie trilspinnen (Pholcidae). De soort komt voor in Turkije.